# Simon Bernhard Hebbe
Simon Bernhard Hebbe, född 1726 i Stockholm, död där 1803, var en svensk skeppsredare, godsägare och kommerseråd. 

## Biografi
Hebbe härstammade från en gammal adlig släkt i Siebenbürgen som fördrevs av religionsskäl och först slog sig ner i Pommern. Fadern, Christian Hebbe den äldre, kom till Stockholm 1710 och grundade det framgångsrika Hebbeska handelshuset. Efter hans död drevs firman vidare av de tre sönerna, men Simon Bernhard blev slutligen ensam ägare. Han var verksam som direktör i Ostindiska kompaniet och som skeppsredare och kunde genom lyckade spekulationer samla ihop en ansenlig förmögenhet.   
Han förvärvade eller lät uppföra ett flertal fastigheter:
- 1733: Thuenska huset vid Skeppsbron 36 i Stockholm, stamhus för firman Chr. Hebbe & söner.
- 1760: Hebbeska huset på Riddarholmen i Stockholm
- 1764: Alardiska huset vid Skeppsbron
- 1779: Tynnelsö (slott i Strängnäs)
- 1783: Vira bruk (bruk i Österåker)
- 1791: Östanå slott (slott i Österåker)

Han har även givit namn åt Hebbes bro mellan Riddarholmen och Gamla stan.